# Lucas Taumaturgo
Lucas Taumaturgo (Lucas el Joven o Lucas el Menor) (846 - d. 946? - 955?) es un santo venerado por todas las ramas del cristianismo. Fundó el monasterio de Osios Loukás al noreste del monte Helicón. Según la tradición, fue uno de los primeros santos con la capacidad de levitar mientras oraba. Su festividad es el 7 de febrero en los calendarios ortodoxos y católicos.

## Biografía
Lucas fue el tercero de los siete hijos de Esteban y Eufrosina, pareja que vivió en Aegina primero y Tesalia después, donde fueron pequeños hacendados o campesinos con tierra propia. En edad temprana lo pusieron a cuidar las ovejas y cultivar los campos. Desde niño, compartía su alimento con los más pobres y, en ocasiones, les daba su propia ropa. Cuando salía a sembrar, esparcía la mitad de la semilla en las tierras de los pobres y, según se cuenta, el Señor bendecía las cosechas de su padre con abundancia.
A la muerte de su padre, Lucas dejó la hacienda familiar y se dedicó a la oración. Se fue de Tesalia con la intención de buscar un monasterio, pero fue capturado por soldados que le creyeron un esclavo fugitivo. Cuando volvió a casa, fue recibido con escarnios y burlas por su fracasada fuga.
Al final, fueron dos monjes, que iban camino de Roma a Tierra Santa y que fueron atendidos hospitalariamente por Eufrosina, los que lograron convencerla para que dejara a su hijo viajar con ellos hasta Atenas, donde ingresó en un monasterio. Allí el superior lo llamó porque en una visión había visto a su madre que le llamaba y regresó por segunda vez a casa. 
A los 14 años, con permiso de su madre, vivió como eremita en el monte Joannou (Yanitsá, cerca de Macedonia). Llevaba una vida de austeridad, pasaba las noches orando y casi sin dormir. A pesar de ello, llevaba una vida plena y alegre cuando le ocurre. Es uno de los primeros santos de quienes se cuenta que se le vio elevado del suelo en oración. Se cuenta que obraba milagros, tanto durante su vida como después de su muerte.
En su madurez fundó el monasterio de Osios Loukás, en la orilla norte del golfo de Corinto. La celda de san Lucas fue convertida en oratorio después de su muerte y la llamaron Soterión (lugar de curación).